# 花样滑冰6.0评分系统
花样滑冰6.0评分系统是国际滑联在2005赛季之前使用的评分系统。

## 評分機制
在花样滑冰6.0评分系统中，由九位裁判对选手的表现打分，分为技术分和艺术分两部分，每项满分为六分。并根据裁判的給分得出选手的名次。
在短节目中，如果出现两位选手名次相同，则技术分高的选手名次靠前，在自由滑中，如果两位选手名次相同，则艺术分高的选手名次靠前。
在计算最终名次时，需先将选手的名次转换成相应的分数，然后对此分数进行加权，具体的计算方式是将短节目的名次乘以0.5，将自由滑的名次乘以1，再将两者相加，谁的分数低谁的最终名次靠前。
如果出现平分，则在自由滑比赛中名次更高的选手的最终名次更靠前。

## 争议
6.0分制系统只针对选手的总体表现打分而没有具体到每一个动作的质量上，因此在打分上没有很清晰的依据可循，尤其是对艺术分的打分。
由于每一个裁判的打分都会被作为判定选手名次的依据，而没有类似于体操等其他打分项目的“无效打分”，即裁判打出的最高分和最低分会被去掉。因此很容易出现裁判因自己的喜好刻意压低或打高某一个选手的分数的情况。